# ليندا كيرالي
ليندا كيرالي (بالإنجليزية: Linda Király)‏ هي مغنية أمريكية، ولدت في 28 فبراير 1983 في نيويورك في الولايات المتحدة.

## وصلات خارجية
- الموقع الرسمي
- ليندا كيرالي على موقع IMDb (الإنجليزية)
- ليندا كيرالي على موقع ميوزك برينز (الإنجليزية)
- ليندا كيرالي على موقع أول ميوزيك (الإنجليزية)
- ليندا كيرالي على موقع ديسكوغز (الإنجليزية)